# Renacer (Gloria Estefan)
Renacer es el único sencillo de Gloria Estefan para su álbum de estudio Éxitos de Gloria Estefan. Lanzado en 1990.

## Información general
Esta canción fue la primera grabada por Miami Sound Machine, y también el primer sencillo de ellos, pero no tuvo éxito con esta canción. Quince años después Gloria la relanza, y ascendió a la lista de los diez primeros de los Hot Latin Tracks Chart. 
La canción se llama también "Live again", que significa "Renacer". 
La versión en español de "Oye Mi Canto" fue utilizada como lado "B" del sencillo. La portada del sencillo no está disponible porque no se ha vendido como un sencillo comercial.

## Formatos
7" Sencillo CD Estados Unidos
1. "Renacer" (Album Version)
2. "Oye mi Canto"

## Posición en las listas
| Listas(1990)                    | Mejor posición |
| ------------------------------- | -------------- |
| U.S. Billboard Hot Latin Tracks | 7              |

- Datos: Q7312365